# Ибрагим Мохаммед Баккар
Ибрагим Мохаммед Баккар (араб. إبراهيم محمد بكار‎, неизв. — 1993 год) — ливийский политик, дипломат и государственный деятель. Был министром юстиции Высшего народного комитета Ливии в период, когда его возглавлял Абузид Омар Дорда — с 7 октября 1990 года по 1993 год. В 1993 году, возвращаясь из Туниса в Ливию, был убит предположительно по приказу Муаммара Каддафи.